# Herb gminy Stary Zamość
Herb gminy Stary Zamość – jeden z symboli gminy Stary Zamość, autorstwa Roberta Szydlika, ustanowiony 20 września 2018.

## Wygląd i symbolika
Herb przedstawia na tarczy w polu czerwonym dwie kopie w krzyż skośny, złote a na nich takaż trzecia na opak w słup.